# Крепость Хорнберг
Крепость Хорнберг (нем. Burg Hornberg) — замок вблизи коммуны Неккарциммерн, окружённый со всех сторон обширными виноградниками. Длина замка чуть более 170 метров. Поначалу крепость состояла из двух замков, которые в конце XV — начале XVI веков были соединены.

## История крепости
Первое упоминание о замке появилось в 1184 году, в то время он именовался «крепость Хоремберг» (Burg Horemberg). По некоторым данным, постройка крепости приходится на XI век. Самым известным владельцем крепости являлся рыцарь Готфрид фон Берлихинген. В 1517 году он купил эту крепость, поскольку это была мечта его юности. Он умер в возрасте 82-х лет, прожив в ней 45 лет. С 1573 года внук Гёца Филипп стал укреплять и руконструировать замок, чтобы жить в нём. В 1594 году он переехал туда, но вскоре у него возникли финансовые сложности и в 1612 году внук Гёца продал её баронам Геммингенским, которые владеют ей уже в течение двенадцати поколений. Они сразу же переехали жить в этот замок. В 1634 и в 1645 годах во время тридцатилетней войны замок подвергался захватам и разграблениям, а также в 1689 году во время девятилетней войны. К 1700 году Геммингемские смогли отреставрировать замок и сделать его пригодным для проживания. С 1738 года замок пустовал и лишь в XIX веке его вновь стали использовать в качестве жилья.
С первой половины XX века замок стал активно реконструироваться. С 1953 года по желанию владельцев в жилой части крепости были открыты гостиница и ресторан на месте бывшей конюшни. В 1968 году официально открылся музей замка.
Нынешний владелец крепости — барон Дайо фон Гемминген-Хорнберг, знаменитый немецкий винодел.

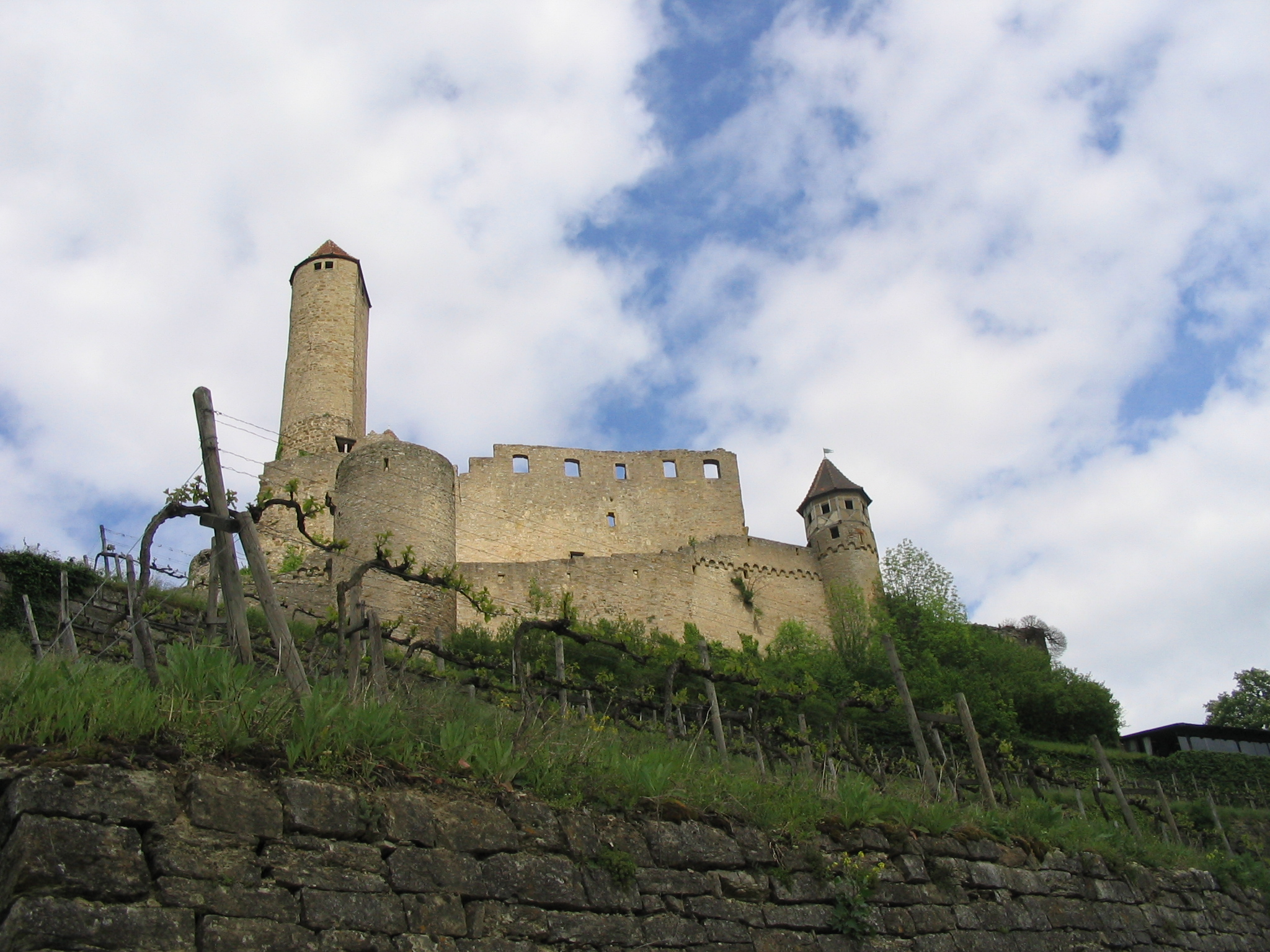
Главная башня
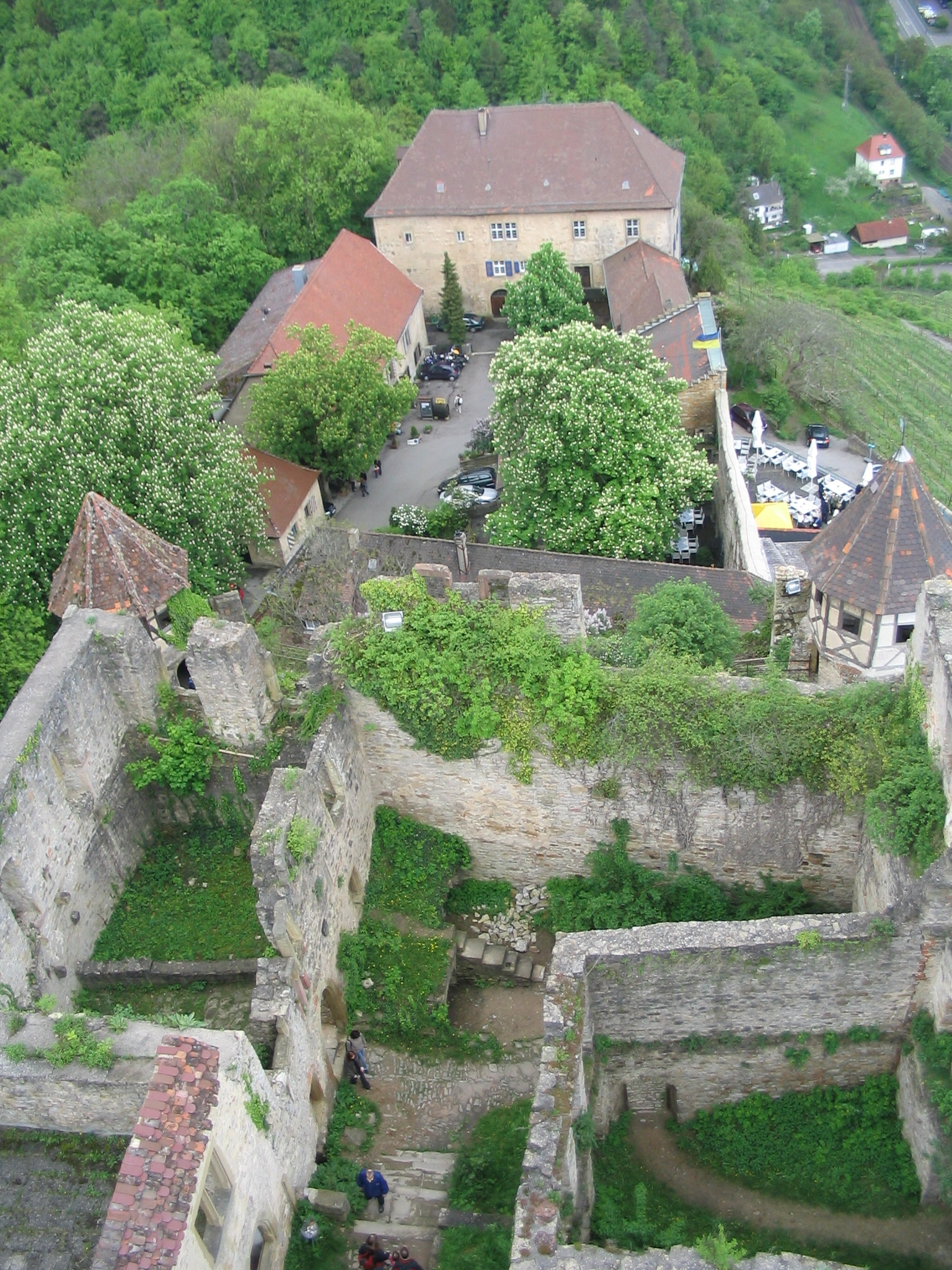
Нижняя половина крепости
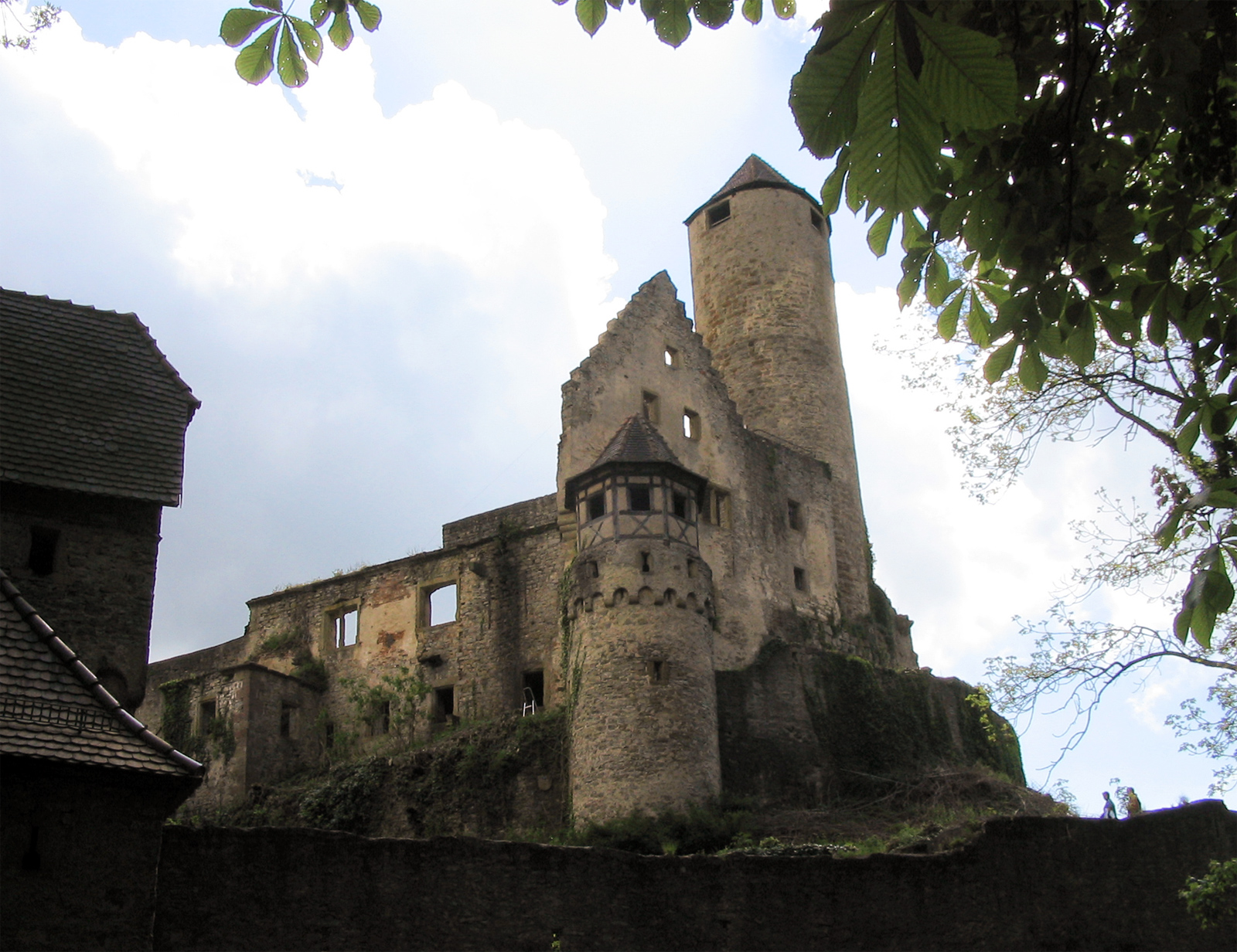
Вид крепости сзади
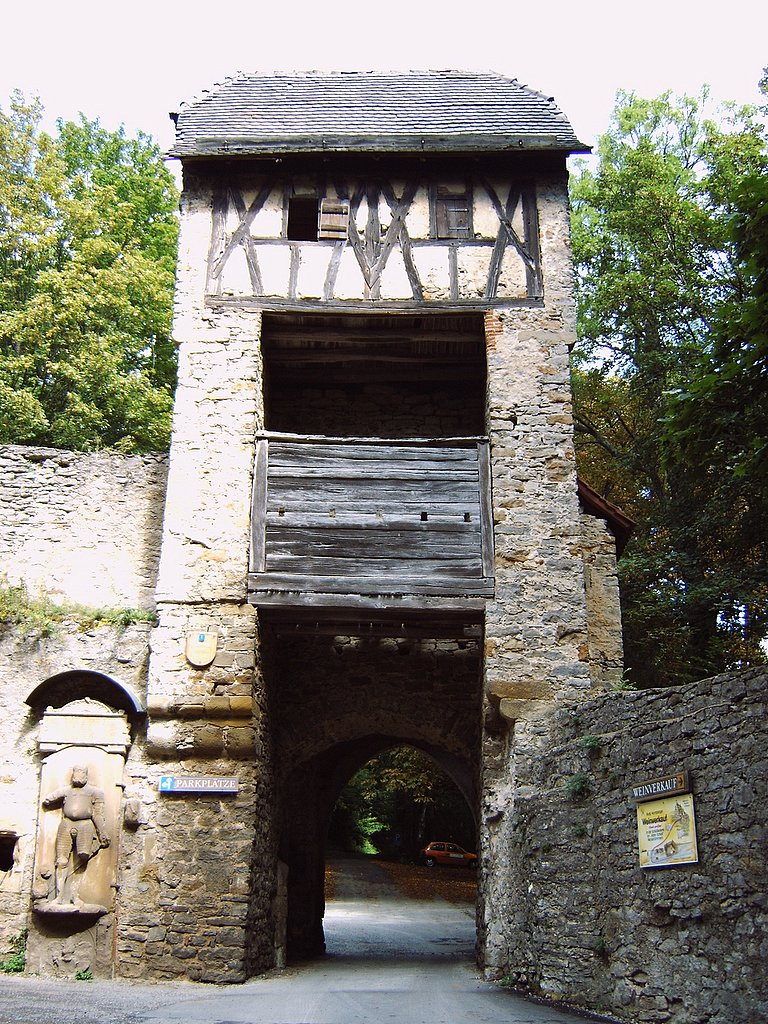
Вход. Северная башня.